# Шевчик, Отакар Иосифович
Отакар Иосифович Ше́вчик (22 марта 1852 — 18 января 1934) — чешский скрипач, композитор и музыкальный педагог.

## Биография
Шевчик родился в Гораждёвице, первые уроки получил от своего отца. Первое публичное выступление Отакара прошло когда ему было всего 9 лет. Позже в Праге он совершенствовал свои навыки у Вилема Бауэра, ученика Морица Мильднера. В 1870 году окончил Пражскую консерваторию по классу Антонина Бенневица, был её профессором в разные годы (1892—1906, 1919—1921).
Гастролировал и жил в Российской империи на территории современной Украины. Принимал участие в концертах Киевского отделения Русского музыкального общества, в том числе в ансамблях с Н. Лысенко. Преподавал в украинских музыкальных заведениях: 1874—1875 — в Харьковском музыкальном училище; 1875—1892 — в Киевском музыкальном училище. 1909—1918 — руководил кафедрой скрипки в Венской консерватории.
Издал труды по скрипичному исполнительству: «Школа скрипичной техники» (ч. 1—4, 1883), «Школа смычковой техники» (1903) и др. Автор произведений для скрипки (в частности, «Чешские танцы и напевы»).
Преподавал в различных учебных заведения Итаки, Чикаго, Нью-Йорка, Бостона, Зальцбурга и Лондона.
Своим успехом обязаны Шевчику такие его ученики, как Ян Кубелик, Ярослав Коциан, Рудольф Колиш, Хуан Манен, Мария Холл, Виктор Колар, Александр Шмулер, Эрика Морини, Евгения Уминьска и Ян Седивка. В частности Петрович Биссинг преодолел путь в Прагу из Хейса, штат Канзас, чтобы учиться у Шевчика. Среди его учеников киевский музыкальный педагог Константин Воут.
Похоронен на Старом городском кладбище в Писеке.